# Meretrix meretrix
Meretrix meretrix为簾蛤科文蛤屬下的一个种。此种原译为“臺灣文蛤”，但此名于2023年被M. taiwanica夺去，暂无新译名。按照蕭聖代、莊世昌的分类方法，此物分布于南亚、东南亚的沿海地区，即南海和印度洋一带。蕭、庄认为之前在台湾认定为M. meretrix的蛤不符原始描述。

## 扩展阅读
- 維基物種上的相關：Meretrix meretrix